# Démocrates valenciens
 (juin 2025).
Motif : Parti régional qui ne s'est présenté à aucune élection. Bilan des sources : sources primaires (« Registro de Partidos Políticos base de donnée,  democratesvalencians.org, site de l'entité, utilisé à trois reprises, domaine à vendre à ce jour), Las Provincias du 7 février 2013, ne parle pas de « Démocrates valenciens » (mais de  « Centre Democràtic Valencià», c'est WP uniquement qui fait le lien entre les deux), il reste des articles de Levante, Información, El Periódico Mediterráneo et Alicanteplaza, journaux régionaux ou infra-régionaux, tous (3) publiés en 2013 à l'exception de deux (en 2017 et 2018), dont certaines ne sont absolument pas centrées ; quoi qu'il en soit pas de véritable source de fond si ce n'est peut-être El Mediterráneo (qui est léger, et c'est un journal provincial) ; Levante nous apprend en octobre 2024 que le parti se refonde en « plate-forme » civique et change de nom... Formation confidentielle qui n'a visiblement pas intéressé de spécialistes (politiques, historiens, sociologues... il y en a pourtant très actifs dans la région), ce n'est pas à WP de le faire en avant-première.
- Archive Wikiwix
- Bing
- Cairn
- DuckDuckGo
- E. Universalis
- Gallica
- Google
- G. Books
- G. News
- G. Scholar
- Persée
- Qwant
- (zh) Baidu
- (ru) Yandex
- (wd) trouver des œuvres sur Wikidata

| 1. | Préciser le motif de la pose du bandeau. | Précisez le motif de la pose du bandeau en utilisant la syntaxe suivante : {{admissibilité à vérifier\|date=juin 2025\|motif=remplacez ce texte par le motif}}                             |
| 2. | Informer les utilisateurs concernés.     | Pensez à avertir le créateur de l'article, par exemple, en insérant le code ci-dessous sur sa page de discussion : {{subst:avertissement admissibilité à vérifier\|Démocrates valenciens}} |

 (avril 2025).
Le contenu est difficilement compréhensible vu les erreurs de traduction, qui sont peut-être dues à l'utilisation d'un logiciel de traduction automatique.
 (août 2024).
La mise en forme du texte ne suit pas les recommandations de Wikipédia : il faut le « wikifier ».
Les points d'amélioration suivants sont les cas les plus fréquents :
- Les titres sont pré-formatés par le logiciel. Ils ne sont ni en capitales, ni en gras.
- Le texte ne doit pas être écrit en capitales (les noms de famille non plus), ni en gras, ni en italique, ni en « petit »…
- Le gras n'est utilisé que pour surligner le titre de l'article dans l'introduction, une seule fois.
- L'italique est rarement utilisé : mots en langue étrangère, titres d'œuvres, noms de bateaux, etc.
- Les citations ne sont pas en italique mais en corps de texte normal. Elles sont entourées par des guillemets français : « et ».
- Les listes à puces sont à éviter, des paragraphes rédigés étant largement préférés. Les tableaux sont à réserver à la présentation de données structurées (résultats, etc.).
- Les appels de note de bas de page (petits chiffres en exposant, introduits par l'outil «  Source ») sont à placer entre la fin de phrase et le point final[comme ça].
- Les liens internes (vers d'autres articles de Wikipédia) sont à choisir avec parcimonie. Créez des liens vers des articles approfondissant le sujet. Les termes génériques sans rapport avec le sujet sont à éviter, ainsi que les répétitions de liens vers un même terme.
- Les liens externes sont à placer uniquement dans une section « Liens externes », à la fin de l'article. Ces liens sont à choisir avec parcimonie suivant les règles définies. Si un lien sert de source à l'article, son insertion dans le texte est à faire par les notes de bas de page.
- La présentation des références doit suivre les conventions bibliographiques. Il est recommandé d'utiliser les modèles {{Ouvrage}}, {{Chapitre}}, {{Article}}, {{Lien web}} et/ou {{Bibliographie}}. Le mode d'édition visuel peut mettre en forme automatiquement les références.
- Insérer une infobox (cadre d'informations à droite) n'est pas obligatoire pour parachever la mise en page.

Pour une aide détaillée, merci de consulter Aide:Wikification.
Si vous pensez que ces points ont été résolus, vous pouvez retirer ce bandeau et améliorer la mise en forme d'un autre article.

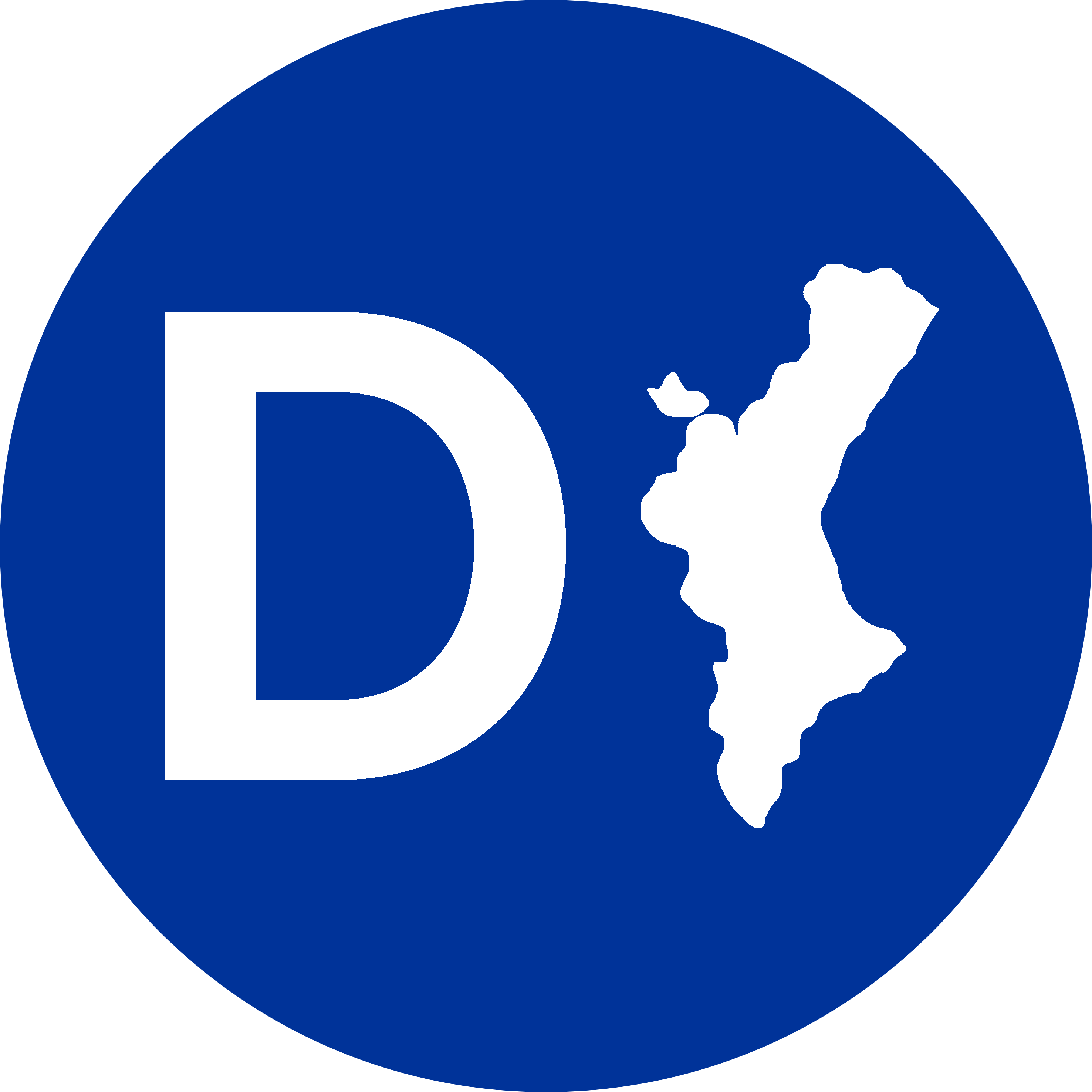
Logo du Parti des Démocrates valenciens

Les Démocrates valenciens (Demòcrates Valencians en catalan) sont un parti politique valencien formé le 18 septembre 2013 à Valence. Bien qu'il ne se soit pas encore formellement présenté à aucune élection, à la suite d'accords avec des forces locales indépendantes, il compte un maire et sept conseillers depuis 2015. Selon ses statuts, il se définit comme un parti centriste et valencien. Albert Sarrió est secrétaire général du parti depuis décembre 2018.

## Histoire
Le parti Demòcrates Valencians trouve son origine dans la Proposta per un Centre Democràtic Valencià, un appel politique organisé par un groupe de personnes de tradition valencienne, le 15 février 2013, à l'hôtel Vincci Lys de la ville de Valence. L’objectif était de lancer un processus qui créerait « une nouvelle formation politique valencienne modérée, centriste, centrale et à large spectre » qui pourrait rivaliser avec le Parti populaire.
Au cours des mois qui ont suivi la présentation, des contacts ont été initiés pour relier plusieurs personnes au directeur qui devrait fonder le nouveau parti. Finalement, le parti s'enregistrera en septembre de la même année avec Ferran Gonzàlez comme secrétaire général. À partir de ce moment, des réunions des équipes de mise en œuvre ont eu lieu pour parvenir à des coalitions avec différents partis locaux à Alcira, Algemesí, Tavernes de Valldigna ou Jijona afin d'unir leurs forces pour les élections locales et régionales de 2015. Enfin le parti a décidé de ne pas comparaître et est resté inactif.
Fin octobre 2016, il publie un décalogue dans lequel il affirme qu'« il est devenu plus urgent que jamais d'articuler notre alternative », date à laquelle le parti a été réactivé. Depuis, ils ont réussi à rallier un député non rattaché aux Corts Valencianes, l'ancien Ciutadans David de Miguel, enregistre des questions sur la formation à la chambre. En 2018, ils ont annoncé que les joueuses d'échecs Anna et Mariya Muzychuk joueraient à Valence grâce à leur parrainage.
Le 7 mai 2019, Démocrates valenciens a annoncé qu'il se présenterait aux élections européennes du 26 mai au sein de la Coalition pour une Europe de solidarité, dont le représentant valencien serait Lluís Bertomeu, suivi de José Otero, Josep Ignasi Gelabert et Eva Cueco. Cette coalition serait composée du Parti nationaliste basque (PNV), de la Coalition canarienne (CC), de l'Engagement pour la Galice (CG), de Geroa Bai (GBai), de la Proposta pour les Illes (PI) et des Démocrates valenciens (DV).